# Markus Kupferblum
Markus Kupferblum (* 12. Juni 1964 in Wien) ist ein österreichischer Opern- und Theaterregisseur, Autor und Clown. Er lebt in Boston und in Wien und ist Gründer des Totalen Theaters in Wien und Experte für Commedia dell’arte und Maskentheater. Von 2013 bis 2017 leitet er das Musiktheaterensemble „Schlüterwerke“ in Wien, mit dem er regelmäßig spartenübergreifende Produktionen herausbrachte.

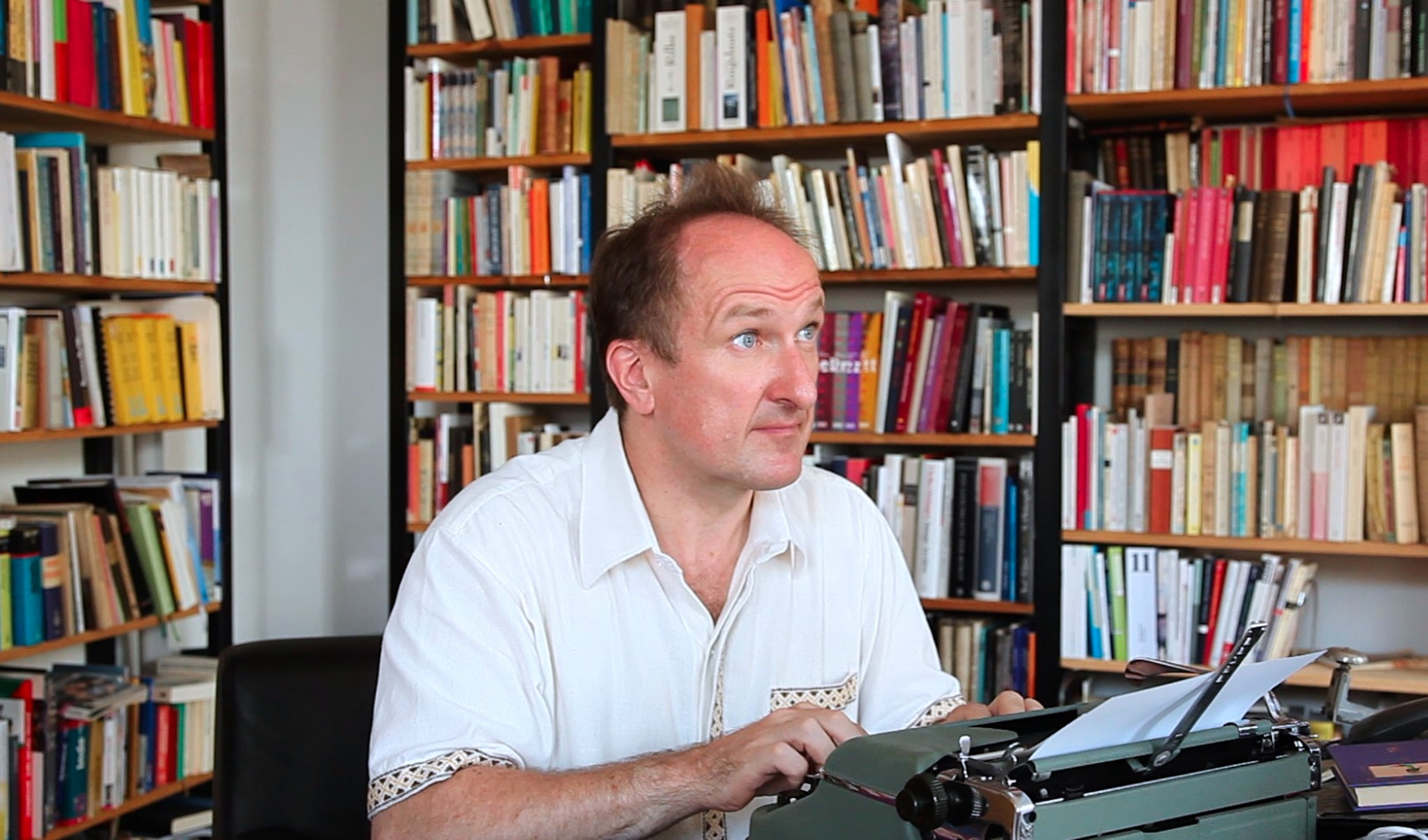

## Leben
Kupferblum studierte u. a. in Paris bei Philippe Gaulier und Monika Pagneux und an der New York University. Er war Assistent von Antoine Vitez und Achim Freyer.
Er wurde beim Festival von Avignon 1992 mit dem Coup de Coeur für seine Inszenierung von Peer Gynt und 1993 mit dem 1. Prix de l’Humour für die Inszenierung von Les Moustaches de la Reine ausgezeichnet. 2007 erhielt er den Nestroypreis der Stadt Wien.
Bekannt ist Kupferblum für seine spartenübergreifende Arbeit zwischen Oper, Zirkus, Theater und Film und für das Erschließen neuer und ungewöhnlicher Aufführungsorte.

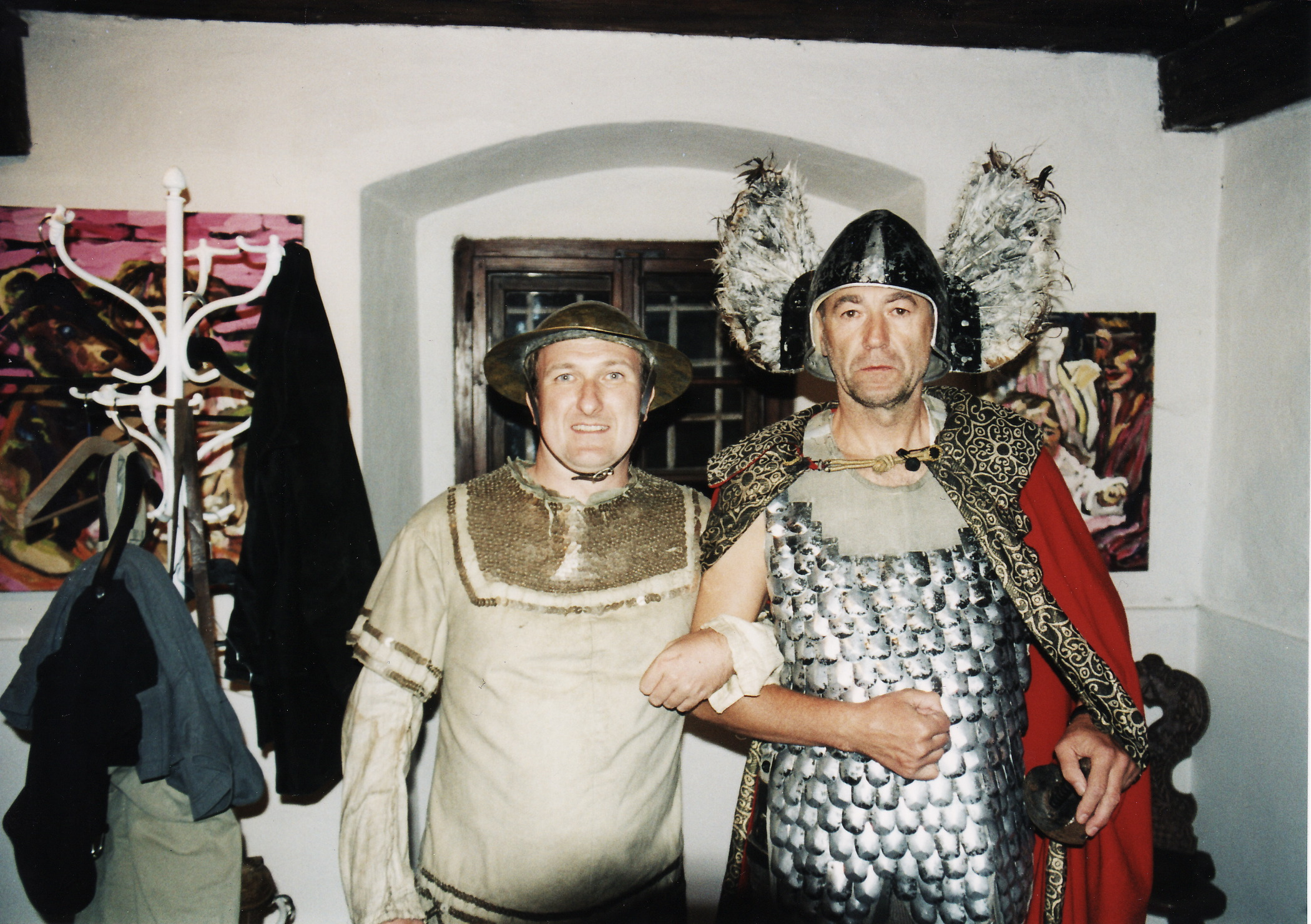

Er inszenierte sowohl an großen Opernhäusern und Theatern als auch in unterschiedlichen Freien Strukturen in Österreich, Frankreich, Deutschland, England, Italien, Spanien, Belgien, Schweiz, Vereinigte Staaten von Amerika, Kanada, Iran, Türkei, Libanon, Israel, Peru, und Bolivien.
Er unterrichtet(e) Schauspiel, Regie und Szenisches Schreiben u. a. an der Universität Wien, der Universität für Angewandte Kunst Wien, der Bayerischen Theaterakademie August Everding in München, den Staatlichen Hochschulen für Musik und Darstellende Kunst Stuttgart und Frankfurt, der University of Michigan in Ann Arbor, der Rutgers University, New Brunswick, der Southeastern Louisiana University in Hammond, USA, der Escuela Nacional del Teatro de Bolivia in Santa Cruz, Bolivien und am Max-Reinhardt-Seminar. Gastvorträge und Seminare hielt er an der Yale University, New Haven, der Columbia University und der CUNY University, beide in New York City, und am New England Conservatory in Boston. Am Mahindra Humanities Center an der Harvard University hielt er einen Vortrag über Politik und Theater. Im Schloss Leopoldskron hielt er im September 2024 die renommierte Max Reinhardt Lecture des Salzburg Global Seminars.
2012 rief Kupferblum gemeinsam mit Bernd C. Sucher den Europäischen Theatertag der Toleranz ins Leben, bei dem immer am 1. Februar in mittlerweile über 800 Theatern in ganz Europa, Nord- und Südamerika sein Memorandum gegen Hass und Fremdenfeindlichkeit verlesen wird.
Kupferblum ist Senior Lecturer für Opernregie und Musikdramatische Darstellung an der Universität für Musik und Darstellende Kunst Wien. Er ist Mitglied des Internationalen P.E.N. Clubs.

## Auszeichnungen
- 1986 Anerkennungspreis des Landes Niederösterreich für darstellende Kunst
- 1991 Aufführungspreis für das Stück Finsteres Licht
- 1992 Coup de Coeur, Festival von Avignon für die Inszenierung von Peer Gynt
- 1993 1. Prix d’humour, erster Preis des Festivals von Avignon für die Inszenierung des Stücks Les Moustaches de la Reine
- 2004 Preisträger des Jeunesse Wettbewerbs „Fang den Ton“ für Die Blecharbeiter, Wien
- 2007 Nestroy Preis der Stadt Wien für die beste Off-Produktion
- 2007 „Aufführungsprämie“ des BmfUK für Die verlassene Dido, Wien

- 2013 „Aufführungsprämie“ des BmfUK für Der Kaiser von Atlantis, New York, Wien
- 2019 „Operettenfrosch“ des Bayerischen Rundfunks für Clo-Clo von Franz Lehár, Bad Ischl, Österreich

## Schriften
- Die Geburt der Neugier aus dem Geist der Revolution – die Commedia dell’Arte als politisches Volkstheater. Facultas Verlag, Wien, 2013.
- Die Schönheit der Helena - Ein Leitfaden der Schauspielkunst. Deutsch-Englisch, Verlag Der Apfel, Wien 2023.